# Frederiksø
Frederiksø je danski otok u Baltičkom moru. Nalazi se 20 km sjeveroistočno od otoka Bornholma. Zajedno s otocima Christiansø (22 ha) i Græsholma (11 ha) čini skupinu otoka Ertholmene, sa susjednim otokom Christiansø povezan je mostom. 
Prema podacima iz 2008. godine na dva naseljena otoka iz skupine Christiansø i Frederiksø živi 96 stanovnika na 39 hektara.

## Vanjske poveznice
- Informacije o otoku

### Ostali projekti
|  | Zajednički poslužitelj ima još gradiva o temi Ertholmene |